# María Luisa Cáceres Díaz de Arismendi

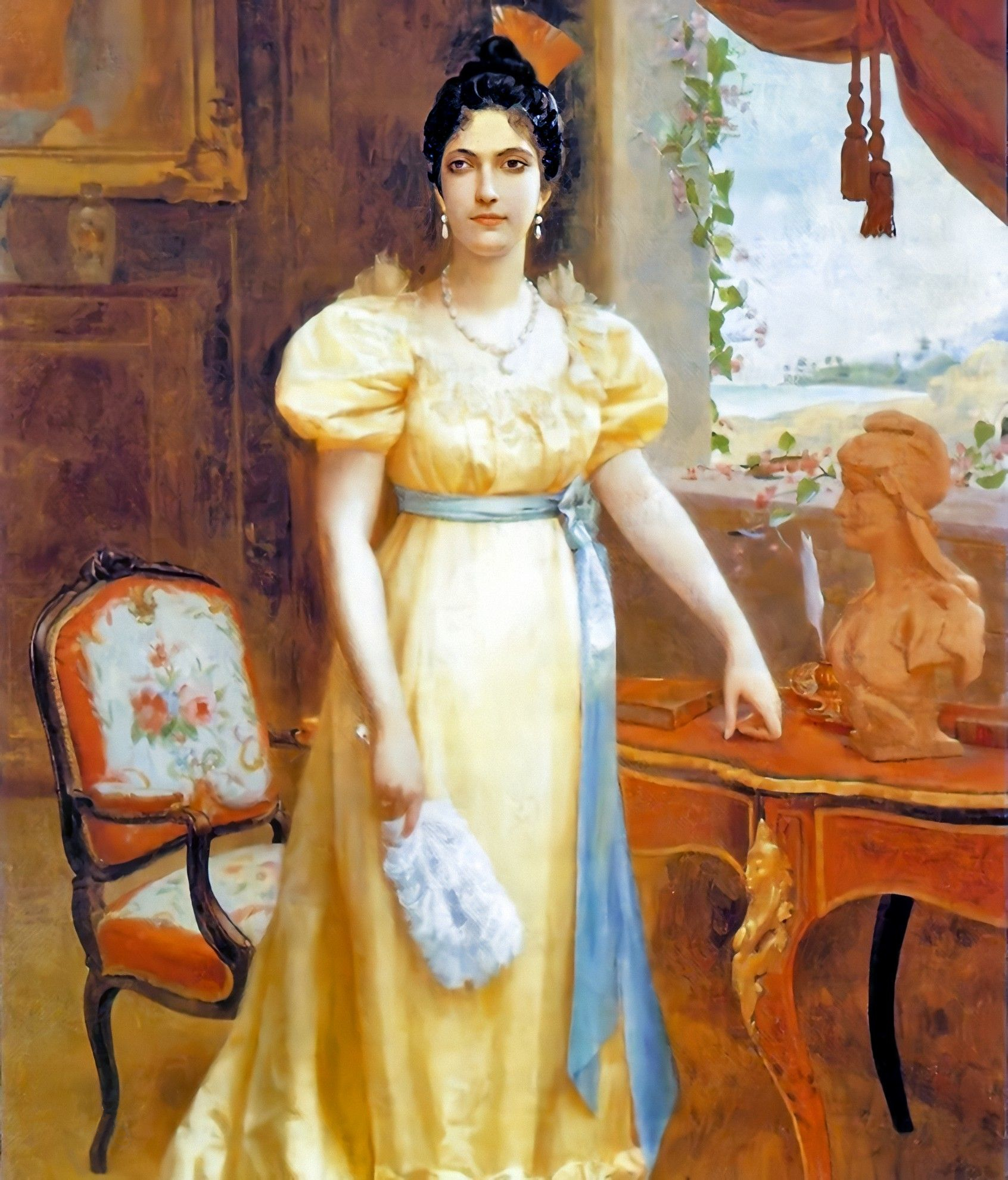
Luisa Cáceres Díaz de Arismendi

María Luisa Cáceres Díaz de Arismendi (ur. 25 września 1799, zm. 28 czerwca 1866) była bohaterką wojny o niepodległość Wenezueli.

## Gdy wybuchła wojna...
Luisa Caceres urodziła się w obecnej stolicy Wenezueli, Caracas. Jej rodzice byli zamożnymi Kreolami. Ze strony ojca była Kanaryjką. Ochrzczono ją w kościele św. Róży w Caracas. Jej ojciec był historykiem i profesorem łaciny. Nauczył on swoją córkę czytać i pisać, i zaszczepił jej miłość do ojczyzny. Gdy Luisa była młodą dziewczyną, Hiszpania została podbita przez Napoleona, który umieścił swojego brata, Józefa, na hiszpańskim tronie. Nie tylko mieszkańcy Hiszpanii, ale również kolonii, postanowili go obalić. W 1808 r. wybuchła wojna o niepodległość Hiszpanii. Na terenie Wenezueli hiszpańscy koloniści dostrzegli słabość swojego kraju i dogodną okazję do wyłamania się spod egidy Madrytu. W dążeniu do niepodległości wzniecili serię powstań. Przewodził im wenezuelski marszałek Francisco de Miranda, który wcześniej uczestniczył w rewolucji francuskiej oraz wojnie o niepodległość Stanów Zjednoczonych. Wenezuela jednostronnie proklamowała niepodległość 5 lipca 1811 r. Zdarzenie to było iskrą, która wznieciła wojnę o niepodległość kraju. W roku 1812 Caracas nawiedziło potężne Trzęsienie ziemi i kompletnie zniszczyło miasto. Z powodu kataklizmu oraz rebelii wenezuelskich llaneros, pierwsza Republika Wenezueli upadła. Drugą republikę ogłoszono 7 sierpnia 1831 r. Przetrwała ona zaledwie kilka miesięcy.
24 grudnia 1813 r. Luisa Caceres spotkała się z generałem Juanem Baptistą Arismendi, potomkiem sławnego rodu Arismendi. Generał był zafascynowany prezencją i inteligencją dziewczyny. 6 marca 1814 r. żołnierze rojalisty Francisca Rosete zaatakowali gminę Ocumare, zabijając jej ojca, który udał się tam w odwiedziny do swojego przyjaciela, Juana Jose Toro. Juan Bautista Arismendi zorganizował wyprawę do Ocumare w celu odbicia zakładników. Felix, brat Luisy, przyłączył się do jego oddziału, jednak w trakcie akcji został pojmany i rozstrzelany w kolejnych dniach. Przeciwnik rewolucji, José Tomás Boves rozkazał wojskom secejsonistycznym opuścić Plaza de Caracas. Operacją wycofania wojsk dowodzili Simón Bolívar oraz José Félix Ribas. Rodzina Caceres zdecydowała się wyemigrować na Wyspę Małgorzaty (Isla Margarita), gdzie Arismendi zapewnił im bezpieczeństwo. Podczas podróży zmarły cztery ciotki Luizy. Na miejsce dotarła ona, wraz z matką i bratem. Emigranci prześlizgnęli się przez miasta Barcelona i Cumaná, opanowane przez oddziały Bovesa.
Arismendi odnalazł członków rodziny Caceres w Margaricie. Dostarczył im odzieży oraz innych niezbędnych produktów. Zapewnił im zakwaterowanie. 4 grudnia 1814 r. w Asuncion, Luisa poślubiła generała Arismendi. Miała wtedy zaledwie piętnaście lat, podczas gdy jej mąż - trzydzieści dziewięć. W roku 1815 Arismendi objął urząd tymczasowego gubernatora Wyspy Małgorzaty. W tym samym czasie na wyspie wylądowały wojska ekspedycyjne Pablo Morilly, generała królewskiego i głównego przywódcy prowincji Wenezueli. We wrześniu Hiszpanie wydali rozkaz schwytania generała Arismendi. Luisa Caceres de Arismendi schroniła się wówczas w górach Copey. 24 września Hiszpanie pojmali Luizę, by w ten sposób wywrzeć nacisk na jej męża. Została zamknięta w posiadłości rodziny Amnes, a później przewieziono ją do lochu w Fortecy św. Róży.

## W więzieniu
W ciemnych lochu Luisa była molestowana i znieważana przez hiszpańskich żołnierzy. Znajdowała się pod ścisłym nadzorem. Przyznano jej bardzo skromne racje żywnościowe, wskutek czego cierpiała niedożywienie. Wiele dni i nocy spędzała praktycznie bez ruchu, by nie zwracać na siebie uwagi strażnika. Współczucie okazał jej natomiast kapelan więzienny, który zaczął przemycać dla niej jedzenie. Przyczynił się on także do instalacji oświetlenia (lampy naftowej) w jej celi. 26 stycznia 1816 r. Luisa urodziła córkę, która ze względu na słabą kondycję matki w czasie ciąży, wkrótce zmarła.
W roku 1815 Luisę Caceres uwięziono, by wywrzeć presję na jej męża, który walczył wtedy z hiszpańskimi siłami królewskimi. Jednak gubernatorowi wyspy, Joaquínowi Urreiztiecie nie udało się w ten sposób uzyskać celu, jakim było zmuszenie Arismendi'ego do kapitulacji. Luisę wciąż przetrzymywano w twierdzy św. Róży. Później przewieziono ją do twierdzy Pampatar, a następnie - do La Guairy. W 1816 r. ostatecznie wysłano panią Arismendi do Hiszpanii, gdzie poddawano ją torturom, by zmusić ją do wyrzeczenia się republikańskich poglądów. Dwaj generałowie brygady, Juan Bautista Pardo oraz Salvador Moxo zarządzili przewiezienie Luisy Caceres do zamku św. Karola Boromeusza w wenezuelskiej prowincji Pampatar. Następnie przeniesiono ją ponownie do więzienia w La Guairze, a potem - do Zakonu Niepokalanego Poczęcia w Caracas. Przez cały okres izolacji nie mogła się ona skontaktować z członkami rodziny ani przyjaciółmi.

## Wyjazd z kraju
Z powodu zwycięstw odnoszonych przez armię republikańską, dowodzoną przez generała Arismendi w Margaricie oraz generała Jose Antonio Paeza w stanie Apure, brygadier Moxo nakazał wywiezienie Luisy do portu Kadyks w Hiszpanii. 3 grudnia umieszczono ją na statku, płynącym do Europy. Okręt został zaatakowany przez korsarzy. Pasażerów porzucono na Wyspie Świętej Marii w archipelagu Azorów. Luisa w końcu dotarła do Cadiz w dniu 17 stycznia 1817 r. Przedstawiono ją generalnemu inspektorowi sił zbrojnych regionu Andaluzja. Sprzeciwiał się on samowolnym rządom hiszpańskich urzędników w Ameryce. Zapewnił Luizie pensję wysokości 10 realów dziennie oraz opiekę zdrowotną doktora Jose Marii Morona i jego żony, Concepcion Pepet. Luisa Caceres raz w miesiącu miała prawo konsultować się z sędzią.
W czasie pobytu w Cadiz, Luisa nie zgodziła się podpisać dokumentu, stwierdzającego jej lojalność względem króla Hiszpanii oraz zaprzeczającego jej związkom z wenezuelskimi patriotami. Nigdy nie wyzbyła się swoich poglądów niepodległościowych. Nadal nie otrzymywała żadnych wiadomości o swojej matce ani mężu. W marcu 1818 r. porucznik Francisco Carabana oraz Anglik, Mr Tottern, zaproponowali jej pomoc w powrocie do Ameryki. Gdy pracowali nad planem jej ucieczki, Luisa obiecała, że jej mąż pokryje wszystkie koszty w późniejszym terminie. Luisa pożegnała się z rodziną Moron i wyruszyła na pokładzie fregaty do Stanów Zjednoczonych.
3 maja 1818 r. Luisa Caceres dotarła do Filadelfii. Spotkała się tam z rodziną generała-patrioty Lino Clemente'go, który wyemigrował się do Stanów Zjednoczonych. Państwo Clemente obdarzyli ją gościnnością oraz przyjaźnią. Pułkownik Luis Rieux, przysłany przez jej męża, przybył do Filadelfii, by zabrać Luisę na Wyspę Małgorzaty. Oboje przyjechali do Margarity 26 lipca 1818 r. Następnie, 19 września 1819 r. konsul Indii (najważniejszy organ administracyjny w koloniach hiszpańskich) uchwalił rezolucję, na mocy której Luisa Caceres otrzymała prawo do swobodnego wyboru miejsca zamieszkania. Nadal wspierała ona idee wolności i suwerenności ludów Ameryki. Mieszkała w Caracas aż do swojej śmierci, w roku 1866. Miała jedenaścioro dzieci.

## Odznaczenia
W uznaniu jej oddania dla niepodległości Wenezueli, szczątki Luizy Caceres de Arismendi złożono w roku 1876 w Panteonie Narodowym w Caracas; była pierwszą kobietą, którą uhonorowano w ten sposób.
Na placu w La Asunción, gdzie Luisa wzięła ślub z generałem Arismendi, postawiono pomnik ku jej pamięci.
Jej imieniem nazwano również uniwersytet w Caracas.
Wizerunek Luisy Caceres de Arismendi widnieje na banknocie o nominale 20 boliwarów, wprowadzonym do obiegu przez prezydenta Hugo Cháveza 1 stycznia 2008 r.

## Źródła i nawiązania
- ALFONZO, JUAN DE DIOS. 1974: “Luisa Cáceres de Arismendi”. Tipografía Carúpano. Carúpano – Venezuela.
- ARRECHEA RODRÍGUEZ. ELIO. 1977: “Próceres y batallas de la independencia en la América bolivariana”. Cardenal Ediciones, S.A. Caracas – Venezuela. ISBN 84-399-8594-0
- BLANCO, EDUARDO. 1960: “Venezuela Heroica”. Ediciones Antartida. Caracas – Venezuela.
- CALZADILLA, JUAN. 1981: “Obras antológicas de la Galería de Arte Nacional”. Editorial La Gran Enciclopedia Vasca. Caracas – Venezuela. ISBN 84-248-0711-1
- CLEMENTE TRAVIESO, CARMEN. 1975: “Luisa Cáceres de Arismendi: ensayo biográfico”. 2ª ed. Asociación Cultural Interamericana. Caracas – Venezuela.
- ERMINI ARISMENDI, SANTOS. 1961: “La máxima heroína: Luisa Cáceres de Arismendi”. Asociación Venezolana de Mujeres, Caracas – Venezuela.
- MATA VÁSQUEZ, BARTOLOMÉ. 1991: “Luisa Cáceres de Arismendi, heroína, patriota y mártir”. Ediciones Trípode. Caracas – Venezuela.
- OSSOTT, WILLY. 1969: “Castillos coloniales – Araya – La Asunción - Pampatar”. Corporación Venezolana de Fomento. Caracas – Venezuela.
- PÉREZ, OMAR ALBERTO. 1995: “Luisa Cáceres de Arismendi”. En: “Diccionario multimedia de historia de Venezuela”. Fundación Polar. Caracas – Venezuela.
- ROMERO MARTÍNEZ, VINICIO. 1987: “Mis mejores amigos 110 biografías de venezolanos ilustres”. Editorial Larense, C. A. * TRAVIESO, CARMEN CLEMENTE. 1975: “Luisa Cáceres de Arismendi. 1799-1866. Ensayo Biográfico”. Publicaciones de la Asociación Cultural Interamericana, Caracas – Venezuela.